# Marina Shmonina
Marina Shmonina (Unión Soviética, 9 de febrero de 1965) es una atleta soviética retirada especializada en la prueba de 4x400 m, en la que consiguió ser subcampeona mundial en pista cubierta en 1991.

## Carrera deportiva
En el Campeonato Mundial de Atletismo en Pista Cubierta de 1991 ganó la medalla de plata en los relevos 4x400 metros, llegando a meta en un tiempo de 3:27.95 segundos que fue récord nacional soviético, tras Alemania y por delante de Estados Unidos (bronce).